# Паньківці (Хмельницький район)
Па́ньківці  — село в Україні, у Старосинявській селищній громаді Хмельницького району Хмельницької області. За переписом населення 2001 року кількість мешканців становить 583 особи.

## Історія
До адміністративного поділу радянською владою село Паньківці розташовувалось на кордоні Летичівського уїзду за десять верств від міста Меджибіж на північний схід, на похилому підвищенні, раніше вкритому суцільними лісами. За дві верстви на захід від Паньківців знаходиться прилегле село Лисанівці, яке входило до складу цього церковного приходу з 1843 року.
Свято-Михайлівську церкву, с.Паньківці Летичівського повіту, Меджибізької волості засновано: 1750 р.
За переказами перша будівля церкви була дерев’яна та розібрана приблизно у 1750 році. Нова Свято-Михайлівська збудована була у 1766 – дерев’яна триверха. У 1854 була прибудована дзвіниця. Новий іконостас 1800 4-ярусний, що був насиченими чудодійними зображеннями Богоматері. 
За переказом село виникло із так званих „Паньковецьких хуторів”, які одержали назву від першого поселенця Панька(Пантелеймін) , вихідця з міста Острополя Волинської губернії, який аснував свій хутір біля раніше зведеного православного монастиря.
Всі споруди монастиря були знищені пожежею.
До 1838 року село належало графу Адаму Чорторийському та налічувало 322 мешканці.
У 1830-х рр. старости поселень Грабівці і Золотаренки, наказало мешканцям переселитись до Паньківців.
7 (20) листопада 1917 року, відповідно до Третього Універсалу Української Центральної Ради, увійшло до складу Української Народної Республіки.
Останній священник села до більшовицької влади та руйнування церкви був Маркевич Леонтій.
У 1956 році у селі встановлено пам'ятний знак на честь воїнів-односельчан, що загинули у часи II Світової Війни.

### Голодомор 33-го
Під час голодомору 1932-33 років у Паньківцях загинуло 72 мешканців села.
У 1989 році за ініціативи місцевого вчителя Крутого Павла Петровича було встановлено Меморіал пам'яті жертв сталінського терору.
Допомагали впорядкувати меморіал пенсіонери: Ю. Л. Шульга, Т. Д. Гарник, І. М. Леськів, I. М. Куха, Ф. А. Леськів, Т. Д. Баца, Т. Т. Савчук. Художник тодішнього колгоспу ім. Ульянова, А. А. Крутий зробив написи.

### Нагороджені Орденом Вітчизняної Війни I ступеня
- Шевчук Василь Антонович
- Венгер Трофим Михайлович
- Іванов Василь Артемович
- Фріз Андрій Мануїлович
- Фурман Іполіт Ігнатович
- Коваль Іван Васильович
- Крутий Павло Петрович
- Тищук Яків Данилович
- Нечипорів Василь Тимофійович
- Кравчук Трофим Кирилович
- Заточний Іван Авксентйович
- Баца Григорій Васильович
- Шульга Дмитро Миколайович

### Учасники I Світової Війни жителі села Паньківці
- Венгер Іван Савелійович, рядовий, 292-го піхотного Малоархангельского полку
- Венгер Дем'ян Андрійович, рядовий, 452-го Кролевецького полку
- Косий Михайло Якович, рядовий, 296-го піхотного Грязовецького полку
- Косий Матвій Якович,  рядовий, 8-го стрілецького полку
- Баца Дмитро Петрович, єфрейтор, 4-го Запасного батальйону
- Венгер Василь Іванович, рядовий, 292-го піхотного Малоархангельского полку
- Гарнок Данило Миколайович, рядовий, 75-го піхотного Севастопольського полку
- Корнійчук Костянтин Євдокимович, молодший унтер-офіцер, чорноморського кінного полку

Уродженець села Паньківці, Лось Лука Ілліч (молодший унтер-офіцер, 14-го стрілецького генерал-фельдмаршала Гурко полку) був нагороджений Георгієвським хрестом 2-го ступеня 12.11.1915 р.

### Незалежна Україна
12 червня 2020 року, відповідно до розпорядження Кабінету Міністрів України № 727-р «Про визначення адміністративних центрів та затвердження територій територіальних громад Хмельницької області», увійшло до складу Старосинявської селищної громади.
19 липня 2020 року, в результаті адміністративно-територіальної реформи та ліквідації Старосинявського району, село увійшло до складу новоутвореного Хмельницького району.

## Цікаві факти
Село має декілька цікавих місцевих топонімів, зокрема один з районів села місцеві жителі здавна називають Абіссінія.

## Населення

### Мова
Розподіл населення за рідною мовою за даними перепису 2001 року:
| Мова       | Кількість | Відсоток |
| ---------- | --------- | -------- |
| українська | 578       | 99.14%   |
| російська  | 4         | 0.69%    |
| румунська  | 1         | 0.17%    |
| Усього     | 583       | 100%     |

## Архівні дані
У Хмельницькому обласному державному архіві збереглись метричні книги за: 1796, 1797, 1800, 1801, 1802, 1806, 1807, 1829, 1849 роки.
Також зберігся один сповідний розпис за 1867 рік.

## Галерея

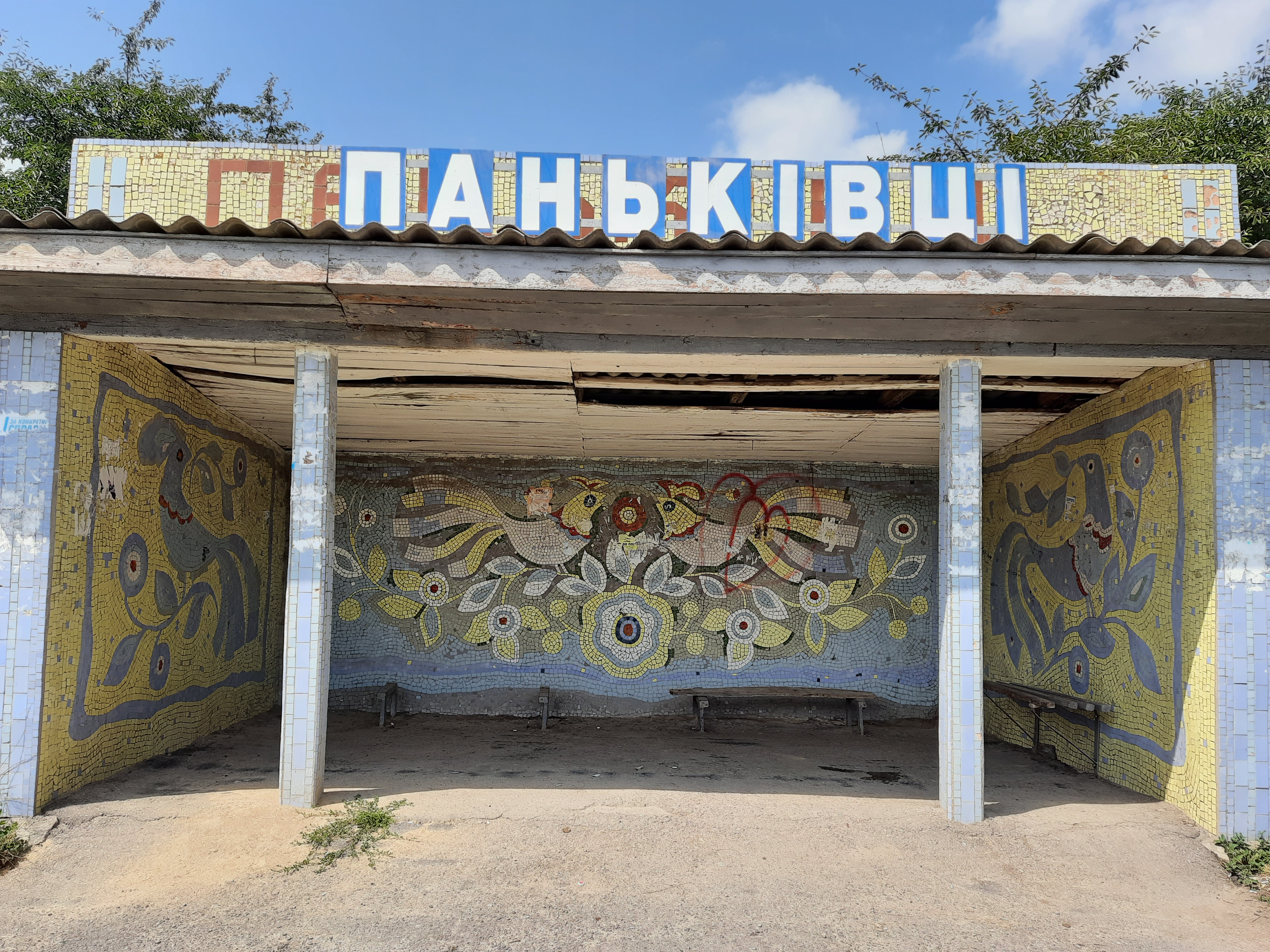
Автобусна зупинка
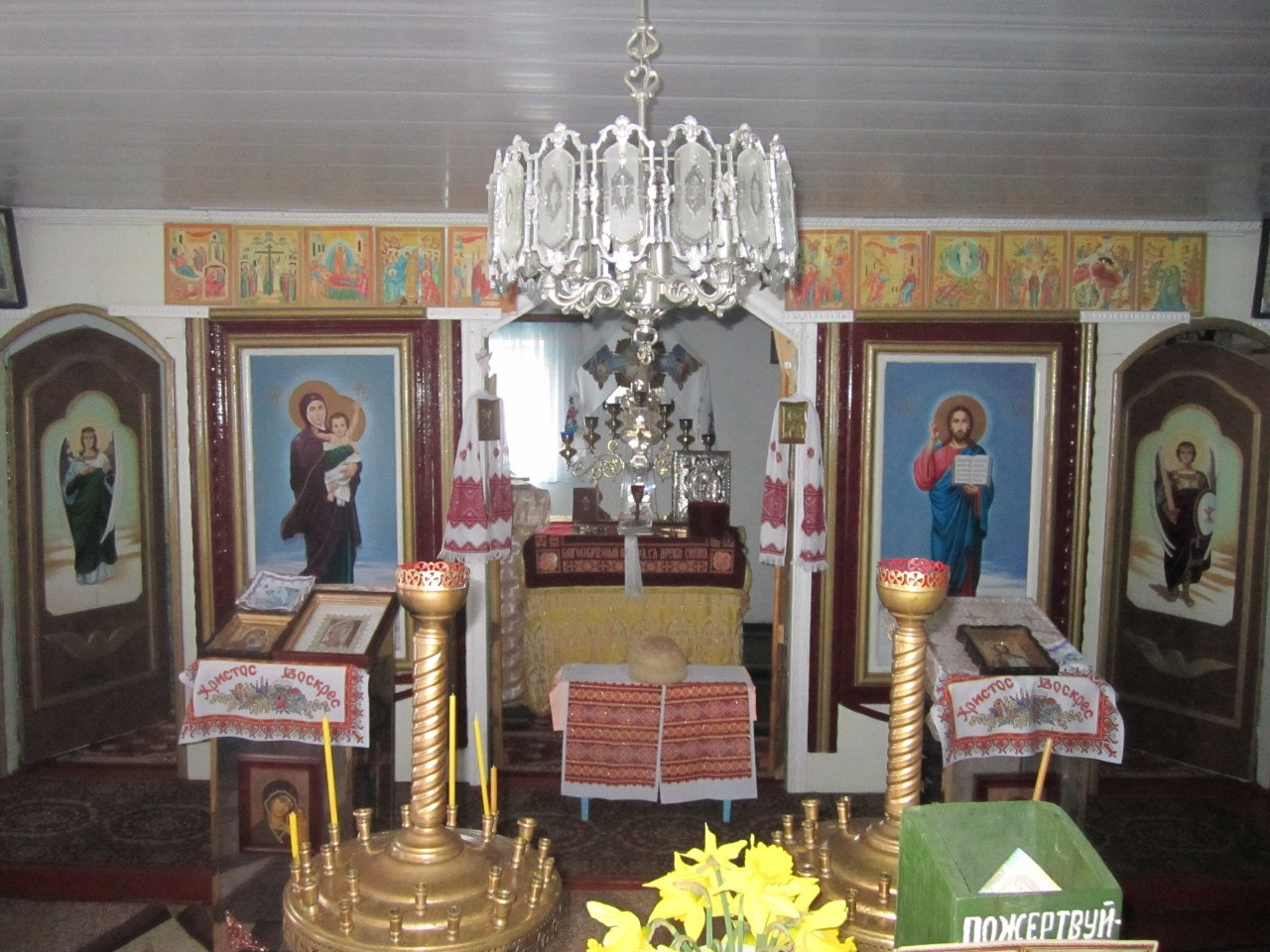
Сучасний вівтар церкви села Паньківці
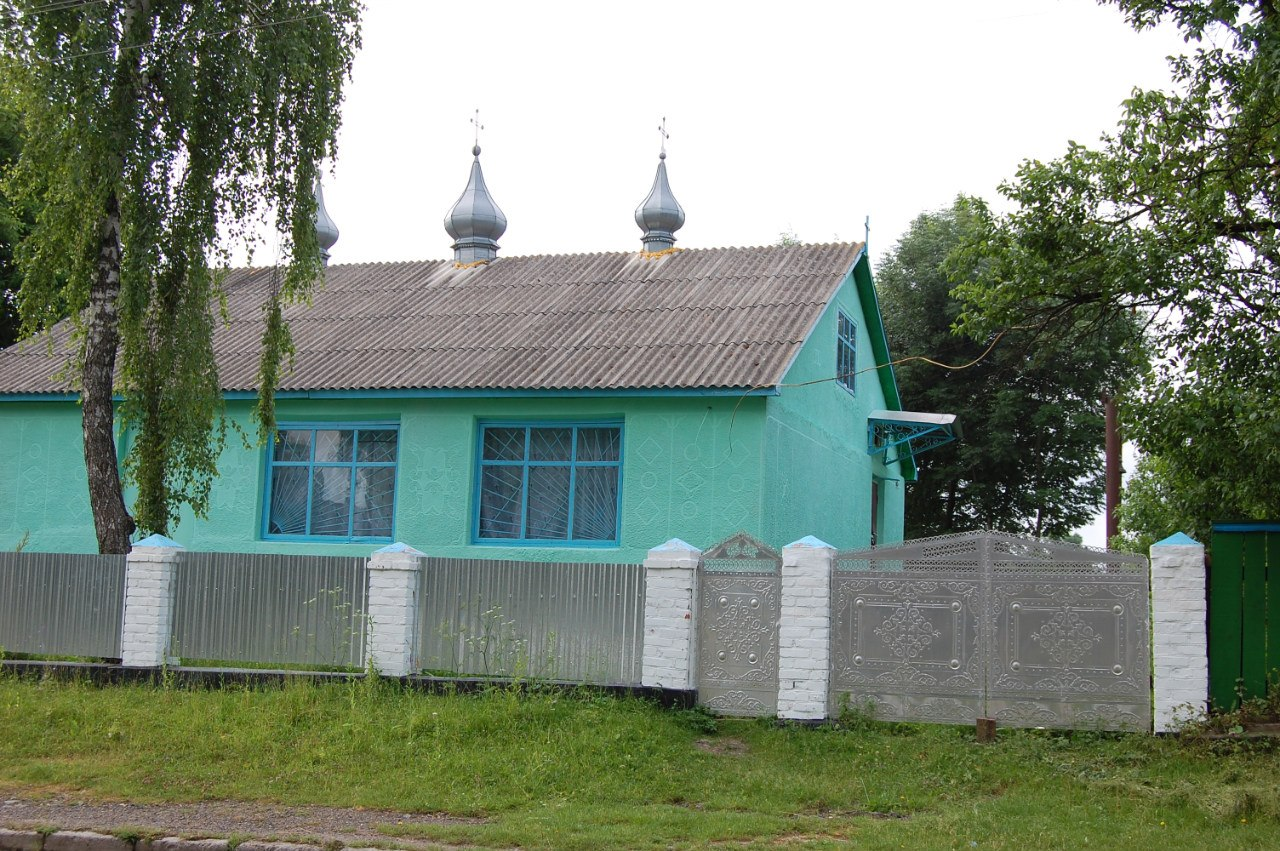
Свято-Михайлівська церква УПЦ МП с.Паньківці